# Fejd
Fejd est un groupe suédois de folk metal, originaire de Lilla Edet. Formé en 2001 par les frères Rimmerfors (membres du groupe de metal Pathos), le groupe se fonde une grande réputation notamment grâce à ses albums disponibles en téléchargement gratuit (et légal) sur le site officiel.

## Biographie
Les frères Patrik et Niklas Rimmerfors jouaient en duo sous le nom de Rimmerfors. En 2001, les frères s'allient avec des amis musiciens Lennart Specht, Thomas Antonsson et Esko Salow, et forment collectivement le groupe Fejd. Specht, Antonsson et Salow jouaient ensemble dans les groupes Pathos et Nostradameus.
Les premières apparitions du groupe s'effectuent en 2002 avec la démo I en tid som var. Après deux démos et un EP auto-produits, ils publient leur premier album studio, Storm, en 2009 au label Napalm Records auquel ils signent en décembre 2008. En 2010 sort leur deuxième album Eifur. Le groupe joue depuis 2009 en Allemagne, entre autres, aux festivals Wacken Open Air, au Summer Breeze Open Air et au Feuertanz-Festival.
En 2016, le groupe publie l'album Trolldom aux labels Sound Pollution et Dead End Exit Records. Avant la sortie de l'album, le groupe publie un single intitulé Härjaren.

## Style musical
Le style musical de Fejd se caractérise par l'usage d'instruments médiévaux authentiques. La guitare électrique ne sera pas utilisée avant 2015 avec l'arrivée du guitariste Per-Owe Solvelius. Les textes sont en suédois et traitent de sujets comme les mythes et contes de fée.

## Membres
- Thomas Antonsson - basse
- Patrik Rimmerfors - chant, bouzouki, cornemuse suédoise, guimbarde, vielle à roue, cow antler, flûte à bec, flûte de saule
- Esko Salow - batterie
- Niklas Rimmerfors - chant, moraharpa
- Lennart Specht - claviers
- Per-Owe Solvelius - guitare (depuis 2015)

## Discographie
- 2002 : I en tid som var (démo)
- 2004 : Huldran (démo)
- 2006 : Eld (EP)
- 2009 : Storm
- 2010 : Eifur
- 2013 : Nagelfar
- 2016 : Trolldom